# 사랑2
《사랑2》는 2002년 12월 27일에 MBC에서 방영한 베스트극장이다.

## 등장 인물

### 주요 인물
- 공형진 : 기수 역
- 손병호 : 기철 역
- 박지아 : 미선 역
- 김세아 : 유경 역 - 기철의 아내, 기수의 형수

### 그 외 인물
- 이종수 : 석호 역 - 지선의 남자친구
- 김민경 : 지선 역 - 미선의 동생

### 우정출연
- 신신애 : 동네 가게 아줌마 역
- 조은숙